# Drino aureola
Drino aureola är en tvåvingeart som beskrevs av Louis-Paul Mesnil 1970. Drino aureola ingår i släktet Drino och familjen parasitflugor.
Artens utbredningsområde är Sierra Leone. Inga underarter finns listade i Catalogue of Life.